# Fahrenheit 56K
 (août 2018).
Si vous disposez d'ouvrages ou d'articles de référence ou si vous connaissez des sites web de qualité traitant du thème abordé ici, merci de compléter l'article en donnant les références utiles à sa vérifiabilité et en les liant à la section « Notes et références ».
 (novembre 2021).
Le contenu est difficilement compréhensible vu les erreurs de traduction, qui sont peut-être dues à l'utilisation d'un logiciel de traduction automatique.
Fahrenheit 56K est une œuvre de théâtre à caractère dystopique dont l'auteur est l'Espagnol Fernando de Querol Alcaraz. Ses sujets principaux sont la censure, la liberté d'expression et d'Internet. Elle est inspirée en partie des romans 1984 de George Orwell et Fahrenheit 451 de Ray Bradbury. Le titre fait une référence directe à ce dernier et aux anciens modems de 56K.

## Société
Une société dictatoriale se présente, dans laquelle Internet existe toutefois. Le Parti, dont le Chef Suprême est Le Leader, domine l'État. Le Parti est despotique et corrompu, falsifie l'Histoire et ne reconnaît jamais avoir commis des erreurs ou des délits. Une institution au service du Parti, l'“Assemblée de la Science”, se charge de contrôler la connaissance.
Le Parti essaie de discréditer les rumeurs à son encontre au moyen de la propagande. Les délits considérés comme graves, comme celui de nier une doctrine du Parti, sont punis de prison. Pour la punition des délits moins importants, la décrédibilisation des opposants par la propagande, l'insulte, la ridiculisation, la stigmatisation des dissidents comme malades mentaux est usuelle. Les luttes pour le pouvoir sont fréquentes au sein du Parti. L'actuel Leader a réussi à renverser le précédent, avant de l'accuser pour des comportements frauduleux, alors que son propre comportement l'est tout autant. Il existe une organisation privée appelée “l'Alliance Rationaliste”, dont l'objectif est de provoquer une confiance inconditionnelle dans les doctrines du Parti.

## Despersonnages
Les personnages principaux sont: Le Maître, l'Inquisiteur, l'Hérétique, Julia (assistant du Maître) et du Leader. D'autres personnages sont : Pablo, Daniel, Sara, en plus des divers individus qui apparaissent dans le sommeil du Maître. Une référence est faite au Leader précédent, mais il n'apparaît pas dans l'œuvre.

### Le Maître
Le Maître est un écrivain qui a écrit de nombreux livres sur de divers sujets. Dans beaucoup de sujets il est dans descuerdo avec les versions du Parti, bien que dans quelques cas il s'agisse des divergences dans des détails secondaires. Il est partisan de la démocratie et de la liberté d'expression et est dans un désaccord avec la poursuite de l'Hérétique. Il ne lui plaît pas, le Parti et l'Assemblée de la Science. Il est contre la poursuite des musulmans. Il prépare un livre en réfutant les arguments de l'Hérétique et qui coïncide, donc, essentiellement avec la version du Parti dans un sujet, bien qu'il diffère par quelques détails secondaires. Il pense que la vérité se défend avec l'argumentation et non avec la poursuite.

### L'Hérétique
L'Hérétique a écrit quelques livres qu'ils contredisent au Parti dans un sujet. Il vend ses livres à un local. Le Parti veut le trouver et l'arrêter. Il est partisan de la démocratie et de la liberté d'expression. Il prépare un livre où sistematiza le dit dans des livres précédents, en plus d'inclure de nouveaux apports.
Encore sans être d'accord dans une doctrine, Le Maître et l'Hérétique sont respectés, sont partisans de la liberté d'expression et pensent que la vérité doit se défendre par l'argumentation rationnelle et non par le dogmatisme.

### Le Leader
Le Leader est le Chef Suprême du Parti. Après une série d'intrigues et de luttes de pouvoir, il a réussi à renverser le Leader précédent et il a formulé beaucoup d'accusations de fraudes contre lui, bien qu'il eût collaboré à plusieurs de ces fraudes. Il désire provoquer entre la population une loyauté absolue et inconditionnelle au Parti et à ses doctrines. Le Parti donne successivement des versions contradictoires et le Leader regrette que beaucoup de citadins rappellent la version précédente.

### L'Inquisiteur
L'Inquisiteur est une hauteur dirigeante de l'État. Il essaie de localiser et d'arrêter l'Hérétique. Aussi comme le Parti, il méprise la démocratie et la liberté d'expression et pense qu'imposer par la force une doctrine est l'adéquat. Il considère la démocratie comme un régime ridicule et médiocre et considère les dissidents comme malades mentaux. Il dirige la propagande pour promouvoir une loyauté inconditionnelle entre la population.

### D'autres personnages
- Julia, la secrétaire du Maître. Elle est également partisane de la démocratie et de la liberté d'expression.
- Pablo, un adepte de l'Hérétique.
- Daniel, un adepte du Parti. Il approuve les méthodes du Parti et de l'Assemblée de la Science.
- Sara, une femme qui était musulmane qui parle au Maître dans un chat.

## Argumente
Le Maître prépare un livre qui coïncide essentiellement avec la version du Parti dans un sujet, bien qu'il diffère par quelques détails secondaires. L'Hérétique prépare un livre sur le même sujet mais ses thèses contredisent dans une essence la doctrine du Parti. Le long de l'œuvre, à travers des conversations entre les divers personnages, chez une personne ou à travers du chat, on décrit le type de société qui se présente, ses institutions et se parle sur des sujets tels que la censure, la liberté d'expression, la démocratie, l'argumentation, l'estigmatización des dissidents, la foi, la liberté religieuse et Internet comme milieu de communication.
Finalement les autorités localisent et clôturent le local où l'Hérétique vendait ses livres par la poste. Alors l'Hérétique décide de diffuser ses livres par Internet. À la fin, l'Inquisiteur reconnaît en rechignant la nécessité d'appuyer les doctrines avec arguments. Dans la scène finale, Le Maître et l'Hérétique accèdent quand chacun a lu le livre de l'autre et écouter ses arguments.

## Des références à1984
Dans Fahrenheit 56K, ils se font, quelques références à un autre dystopie, au roman 1984 de George Orwell:
- Dans une scène, Le Maître lit à Julia un fragment de 1984 sur la falsification du passé.
- Aussi comme en 1984, le Parti falsifie l'histoire et il ne reconnaît pas être trompé. Cependant, dans Fahrenheit 56K la perfection technique et l'efficacité de cette falsification est beaucoup plus petite. Le Parti se limite à donner des versions successives contradictoires et à regretter que quelques personnes rappellent ou mentionnent une version précédente.
- Aussi comme en 1984, on mentionne la nécessité de discipliner l'esprit pour ne pas rappeler de différent passé.
- Dans une scène, Le Maître parle de “doublepensée“.
- Apparaît un “Ministère de la Vérité”.
- De temps en temps il se parle d'un "crime mental" ou de criminels mentales.
- Quand l'Inquisiteur voit comme se déchargent des livres électroniques par Internet, il y a un compteur qui indique le nombre de déchargements. Pour l'un des livres le comptable marque 1984. Quand il monte le compteur à 1985, Le Maître dit la phrase de double sens: “Nous ai laissé derrière 1984”.
- Pendant le sommeil du Maître un rendez-vous de 1984 apparaît sur la nécessité de discipliner l'esprit.
- L'assistante du Maître s'appelle Julia, comme l'un des protagonistes principaux de 1984.

## Une relation avecFahrenheit 451
Fahrenheit 56K a quelques similitudes ou il fait des références à Fahrenheit 451:
- Le titre fait une référence à Fahrenheit 451.
- Le sujet est aussi celui de la censure et de la liberté d'expression.
- Dans une scène le Maître et Julia parlent du roman Fahrenheit 451.
- Quand le local est découvert où l'Hérétique vendait ses livres, les pompiers sont les responsables de les brûler. Plus loin, l'Inquisiteur fait une référence au “feu des pompiers”.
- Quand l'Inquisiteur voit comme se déchargent des livres électroniques par Internet, il y a un compteur qui indique le nombre de déchargements. Pour l'un des livres le comptable marque 451.

Cependant il y a des différences importantes de cette œuvre avec le roman Fahrenheit 451:
- Dans Fahrenheit 451 Internet ni rien de similaire n'apparaît à Internet. En revanche, dans Fahrenheit 56K l'un des sujets principaux est précisément Internet.
- Dans Fahrenheit 451 les livres sont interdits avec un caractère général. Dans Fahrenheit 56K sont seulement interdits les livres qui contredisent une doctrine du Parti dans un sujet que celui-ci considère d'une importance.
- Dans Fahrenheit 451 les pompiers cherchent des livres dans les maisons particulières. Dans Fahrenheit 56K est seulement puni le fait de publier ou de distribuer des livres défendus, pas simplement les posséder ou les lire.
- Dans Fahrenheit 451 le protagoniste est un pompier c'est-à-dire une personne responsable de la répression. Dans Fahrenheit 56K, le protagoniste principal, Le Maître, ne participe pas à la répression.
- Dans Fahrenheit 451 est essentielle à la télévision. Dans Fahrenheit 56K contredire les arguments contre la télévision. Même le Maître et Julia disent qu'ils aiment certaines émissions de télévision ou série. Dans une scène, Le Maître et Julia critiquer certains aspects du roman Fahrenheit 451.
- Dans Fahrenheit 451 sont des hommes qui mémoriser des livres. Dans Fahrenheit 56K n'apparaît pas dans tout cela et serait inutile, puisque l'ordinateur est très facile d'enregistrer des copies des livres en format électronique.
- Dans Fahrenheit 451 est parti pour un avenir lointain la solution. "Peut-être ultérieurement réimprimer les livres." Dans Fahrenheit 56K apparaît bientôt. L'Heretic diffuse ses livres en ligne et l'inquisiteur reconnaît qu'il est difficile de s'opposer à l'Internet et la nécessité de soutenir les doctrines de l'argumentation.
- Dans Fahrenheit 451, le protagoniste, Montag, lit des livres mais n'écrit ou ne publie rien. Dans Fahrenheit 56K le personnage principal, le Maître, a publié de nombreux articles et livres et il se prépare à en publier un nouveau.